# Sabbatai Zevi
Sabbatai Zevi (em hebraico:  שַׁבְּתַי צְבִי; em turco:  Sabetay Sevi), também conhecido como Shabtai Tzvi (Esmirna, 1 de agosto de 1626 – Dulcigno, 17 de setembro de 1676) foi um rabino e cabalista que alegava ser o longamente esperado Messias. Foi o fundador da seita judaica dos sabatianos (em turco: Sabetaycılık). A sua conversão forçada ao Islão em 1666 originou o aparecimento dos dönme, um grupo de criptojudeus da Turquia, cujos membros são publicamente muçulmanos mas secretamente praticam os ritos judaicos sabatianos.

## História pessoal

### Infância e educação
Sabbatai Zevi nasceu na cidade otomana de Esmirna, supostamente no dia sagrado do luto. Seu nome significa literalmente "Saturno" e na tradição judaica esse nome estava relacionado à chegada do Messias. De acordo com o costume judaico, o pai de Sabbatai o fez estudar o Talmud participando de uma yeshivá com o rabino de Esmirna, Joseph Escapa, embora os estudos de direito judaico não o atraíssem. O que o fascinou foi o misticismo e a cabala.

### Milenarismo e messianismo
Durante a primeira metade do século XVII, as ideias milenares eram populares, tendo uma grande difusão na Inglaterra. Essas idéias incluíam a redenção dos judeus e seu retorno à terra de Israel com soberania independente. O ano apocalíptico foi identificado pelos autores cristãos como 1666.
Além de estar envolvido em atividades comerciais, o pai de Sabbatai era agente de uma casa de negócios inglesa e deve ter tido algum contato comercial com os ingleses. A partir desse contato, Sabbatai pode ter aprendido sobre o milenismo e suas expectativas. Outro cálculo baseado no Zohar (um texto místico judaico) fixou 1648 como o ano da redenção de Israel de seu Messias. 
Aos 22 anos, em 1648, Sabbatai começou a declarar aos seus seguidores em Esmirna que ele era o Messias e para prová-lo começou a pronunciar o Tetragrama, um ato que o Judaísmo era proibido. Para estudiosos familiarizados com a literatura rabínica e cabalística, o ato era altamente simbólico. Ele também disse que podia voar, mas explica aos seus seguidores que não podia voar em público porque "eles não eram dignos o suficiente". Sabbatai regularmente declarava que tinha visões de Deus.
O colégio rabínico local, liderado por seu professor, Joseph Escapa, o observava de perto. Quando suas pretensões messiânicas se tornaram mais ousadas, ele foi imposto, junto com seus seguidores, o cherem, uma excomunhão no judaísmo. Por volta de 1651 (outros datam de 1654), os rabinos expulsaram Sabbatai e seus discípulos de Esmirna.

Não se sabe o que aconteceu a seguir, mas em 1658 ele estava em Constantinopla, onde conheceu o pregador Abraham Yachini, que confirmou a missão messiânica de Sabbatai. Diz-se que Yachini forjou um manuscrito com caracteres arcaicos que ele afirma testemunhar o messianismo de Sabbatai. O manuscrito intitulado "A Grande Sabedoria de Salomão" começou: 
Eu, Abraão, fiquei confinado em uma caverna por quarenta anos e fiquei muito maravilhado porque o tempo dos milagres não chegou. Então, uma voz foi ouvida proclamando: “Um filho nascerá no ano hebraico de 5386 (o ano de 1626) de Mordecai Zevi e será chamado de Shabbethai. Ele humilhará o grande dragão; ... ele, o verdadeiro Messias, se assentará no Meu trono. 
Com o documento, ele foi para Salônica, onde ganhou muitos seguidores proclamando-se como o Messias. Os rabinos de Salônica chefiados por Hijja Abraham Di Boton o baniram da cidade. Após a expulsão, não se sabe exatamente para onde foi, mas de 1660 a 1662 ele se estabeleceu no Cairo. No Cairo, Sabbatai faria amizade com Raphael Joseph Halabi, um judeu rico e influente que era cobrador de impostos do governo otomano. Halabi se tornaria um apoiador de Sabbatai e promoveria suas reivindicações messiânicas. Em 1663, Sabbatai se mudaria para Jerusalém levando uma vida ascética de jejum e penitência. Aos poucos, ele reuniu um círculo de seguidores, consagrando-se obtendo fundos para pagar aos turcos, ganhando prestígio para aquela ação.

### Casamento com Sara e aliança com Nathan de Gaza
Durante o massacre de Khmelnitski, na Polônia, uma menina chamada Sarah ficou órfã, sendo encontrada por cristãos que a levaram para um convento. Depois de alguns anos, ela escapou e foi para Amsterdã e depois para Livorno, onde levaria uma vida dedicada à prostituição. Sabbatai, sabendo da vida de Sara, enviou mensageiros a Livorno para trazê-la, já que, como prometido, o Messias estava destinado a se apaixonar por uma mulher ímpia. Sabbatai se casaria com Sarah na casa de Halabi. A excentricidade de Sarah junto com sua beleza ajudaria o movimento Sabbatai a atrair novos seguidores.
Com o apoio financeiro de Halabi, a confirmação de ser o Messias por Yachini, sua esposa Sarah e muitos seguidores, Sabbatai retornou a Jerusalém. No caminho, ele passaria por Gaza, onde encontraria Nathan, que se tornaria seu braço direito. Nathan de Gaza anunciaria em 1665 que a era messiânica começaria no ano seguinte e que ele era Elias ressuscitado proclamando a chegada do Messias.

### Messias proclamado

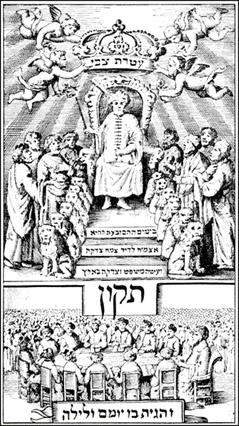
"Sabbatai Zevi entronizado" (Tikkun, publicação judaica, Amsterdã, 1666)

Ciente da influência dos rabinos em Jerusalém, Sabbatai partiu para Esmirna. Em Esmirna, ele se declararia publicamente como o Messias esperado, com essa declaração sendo feita na sinagoga. Seus seguidores começaram a se referir a ele com o título AMIRAH (uma sigla em hebraico para "Nosso Senhor e Rei, Sua Majestade seja exaltado").
Com a ajuda de sua esposa, Sabbatai se torna o líder da comunidade ao depor o Rabino de Esmirna, Aaron Lapapa, e nomear Chaim Benveniste em seu lugar. Sua popularidade e fama se espalharam por toda a região. Henry Oldenburg, que se tornaria o primeiro secretário da Royal Society, escreveria a Baruch Spinoza: “Todos aqui estão falando sobre um boato do retorno dos israelitas ... ao seu próprio país ... se a notícia for confirmada, pode causar uma revolução em todas as coisas".
As pessoas começaram a espalhar relatórios fantásticos que eram amplamente aceitos. Dizia-se, por exemplo, que “no norte da Escócia apareceu um navio com velas e cordas de seda, tripulado por marinheiros que falavam hebraico. A bandeira trazia a inscrição ‘As doze tribos de Israel’".
A situação dos judeus naquela época era desesperadora. Os pogroms sangrentos de Bohdan Khmelnytskyi eliminaram cerca de 100.000 judeus na Europa Oriental ou mais. O aparecimento de Sabbatai significou salvação para os judeus.

Provavelmente com o seu consentimento, os seguidores de Sabbatai planejaram abolir muitas das observâncias rituais, uma vez que, de acordo com a opinião de uma minoria no Talmud, no tempo messiânico não haveria mais obrigações sagradas. Samuel Primo, que se tornaria secretário de Sabbatai, disse o seguinte em nome do Messias:
O primogênito Filho de Deus, Shabbethai Tebi, Messias e Redentor do povo de Israel, a todos os filhos de Israel, Paz! Pois você é digno de contemplar o grande dia e o cumprimento da palavra de Deus pelo Profeta. Seu lamento e dor devem ser transformados em alegria e seu jejum em alegria, porque você não chorará mais. Alegrem-se com canções e melodias e mudem o dia anterior passado para tristeza e dor em um dia de jubileu porque eu apareci
A mensagem de Primo foi considerada uma blasfêmia, pois Sabbatai queria comemorar seu aniversário em vez do dia sagrado. Alguns objetaram e escaparam antes de serem mortos pelos seguidores de Sabbatai.

### Constantinopla eMigdal Oz

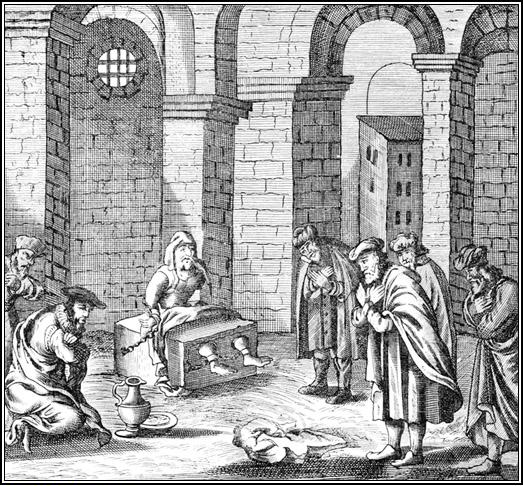
Sabbatai Zevi como prisioneiro em Abydos

No início de 1666, Sabbatai partiu para Constantinopla. Nathan de Gaza profetizou que uma vez em Constantinopla, Sabbatai colocaria a coroa do sultão em sua própria cabeça. O grão-vizir, Ahmed Köprülü, sabendo desta notícia, ordenou a prisão imediata de Sabbatai. A prisão de Sabbatai não o desencorajou nem a seus seguidores.
Os guardas o trataram bem na prisão por causa dos subornos que receberam. Nathan de Gaza, Yachini e Primo espalharam relatórios fabulosos sobre os feitos milagrosos que "o Messias" estava realizando em Constantinopla. Por causa desses relatórios, as expectativas messiânicas entre as comunidades judaicas aumentavam continuamente.
Depois de dois meses na prisão em Constantinopla, Sabbatai foi transferido para a prisão de Abydos com alguns de seus companheiros. Os sabatistas a chamavam de Migdal Oz (Torre da Força). Como Sabbatai havia chegado um dia antes da Páscoa, ele matou um cordeiro pascal comendo-o com sua gordura, violando assim a lei judaica. Diz-se que ele pronunciou: "Bendito seja Deus, que restaurou o que era proibido".
As vastas somas de dinheiro enviadas a ele por seus seguidores, os encantos de Sara e a cooperação dos oficiais turcos permitiram que Sabbatai levasse uma vida de luxo na prisão de Abydos. Os relatos de sua vida lá foram exagerados e espalhados entre os judeus da Europa, Ásia e África. Em algumas partes da Europa, os judeus começaram a se preparar para um novo "êxodo". Em quase todas as sinagogas, as iniciais de Sabbatai foram colocadas e as orações por ele inseridas da seguinte forma: "Bendito seja nosso Senhor e Rei, o santo e justo, Sabbatai Zevi, Messias do Deus de Jacó." A imagem de Sabbatai foi impressa junto com a do Rei Davi na maioria dos livros de orações, junto com as fórmulas cabalísticas e penitências.
Durante este período, Sabbatai declarou que os jejuns de 17 de Tamuz e 9 de Av (seu aniversário) seriam doravante feriados. Ele também pensou em transformar o Dia da Expiação em um dia de celebração.

### Neemias ha-Kohen e conversão ao Islã
Enquanto Sabbatai estava em Abydos, dois talmudistas o informaram de que na Polônia havia um profeta que havia anunciado a vinda do Messias cujo nome era Neemias ha-Kohen. Sabbatai, ao ouvir isso, dá a ordem de trazer Neemias diante dele. Neemias chega a Abydos no início de setembro de 1666. O encontro entre os dois não surtiu o efeito desejado, terminando com a fuga de Neemias para Constantinopla, onde se encontraria com o kaymakam, contando-lhe os planos de Sabbatai. O kaymakam relataria o que aconteceu ao Sultão Mehmed IV, ordenando que Sabbatai fosse levado para Adrianópolis. Lá, o vizir do sultão lhe deu três opções: submeter-se a um teste de divindade na forma de uma salva de flechas (se os arqueiros falharem, sua divindade seria assim provada), ser empalado ou se converter ao Islã. Sabbatai acabaria se convertendo ao Islã. Sara e cerca de 300 famílias entre os seguidores se converteriam ao Islã, passando a ser conhecidos como dönme (convertidos). Os oficiais do sultão ordenaram que Sabbatai tomasse outra esposa para demonstrar sua conversão. Poucos dias depois de sua conversão, ele escreveria: "Deus me fez um ismaelita; ele ordenou, e foi feito. No nono dia da minha regeneração".

### Decepção e últimos anos

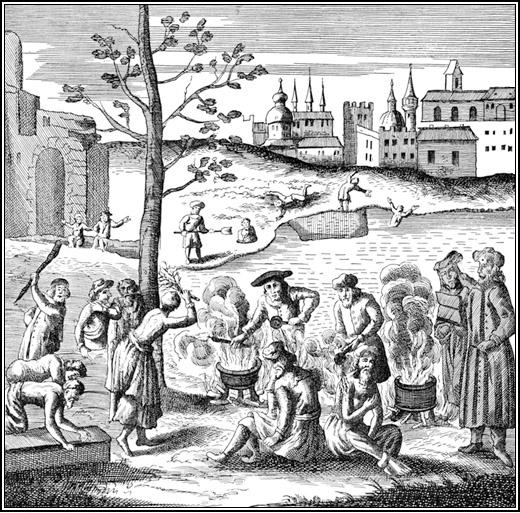
Os ex-seguidores de Sabbatai fazem penitência por seu apoio a ele

A conversão de Sabbatai devastou seus seguidores, embora muitos se apegassem a acreditar nele, afirmando que a conversão era parte do plano messiânico. Nathan de Gaza e Primo encorajaram essa crença. Sabbatai, ou um de seus seguidores, publicou uma obra mística que afirmava que Sabbatai era o verdadeiro Messias e que o objetivo da conversão era trazer milhares de muçulmanos ao judaísmo. No entanto, Sabbatai disse ao sultão que estava tentando converter judeus ao Islã. O sultão permitiu que Sabbatai se associasse a outros judeus e pregasse em suas sinagogas. Ele conseguiu atrair vários muçulmanos para suas visões cabalísticas.
Depois de algum tempo, Sabbatai teria um emprego como porteiro e mais tarde seria exilado ao ser descoberto cantando salmos com judeus. No início de 1673, o sultão exilou Sabbatai em Ulcinj. Sara morreria lá em 1674. Depois disso, Sabbatai se casaria com Esther, filha do Rabino Joseph Filosoff.
Em agosto de 1676, ele escreveu à comunidade judaica em Berati, Albânia, solicitando livros religiosos, mas morreu pouco depois, em 17 de setembro de 1676.